# Президентські вибори в Туреччині 2014
Президентські вибори 2014 — вибори, що відбулись у Туреччині 10 серпня 2014 року. Другий тур, запланований на 24 серпня не проходив, так як одним з кандидатів був подоланий бар'єр у 50%. Ці вибори стали першими всенародними виборами президента Туреччини, так як раніше він обирався парламентом.

## Процедура виборчої кампанії
Після референдуму 2007 року, що призвів до можливості прямих виборів президента, 19 січня 2012 року був прийнятий Закон про президентські вибори. Згідно з цим законом президента обирають абсолютною більшістю дійсних голосів. Якщо жоден кандидат не отримає більше половини голосів, то через два тижні після першого туру голосування має відбутися другий між двома кандидатами, які отримали найбільшу підтримку в першому турі. Конституційні поправки скоротили президентський термін з семи до п'яти років з можливістю одного переобрання.
З 2011 року законодавство про вибори було змінено і тепер відповідає деяким висунутим раніше рекомендаціями ОБСЄ. Тепер воно забезпечує голосування за кордоном, містить детальні положення щодо фінансування виборчої кампанії і дозволяє агітацію не тільки на турецькому, але і на інших мовах. Але частина рекомендацій ОБСЄ залишилася невиконаною, наприклад, усунення обмежень для голосування військовослужбовців та деяких категорій ув'язнених, неможливість оскаржити рішення Верховної ради щодо виборів і відсутність правових норм, які регулюють міжнародне та громадське спостереження за виборами.
Прийдешні вибори будуть проводитися чотирирівневої системою виборчих органів: Верховна рада з виборів (англ. Supreme Board of Elections, SBE), Провінційні виборчі поради, Окружні виборчі ради і Комісії для голосування (англ. Ballot Box Committees, ВПС). Всі виборчі органи, крім ВПС, частково формуються з суддів, які тому здійснюють нагляд за виборчим процесом.
SBE — це постійний орган, відповідальний за проведення виборів. SBE складається з 7 членів і 4 заступників, які призначаються судами зі свого складу. Провінційні виборчі ради створюються в кожній провінції і складаються з трьох членів і заступників, призначених з числа суддів провінції. Окружні виборчі поради складаються з семи працівників і формуються за змішаною системою. Окружний раду очолює старший суддя округу, чотири члена номінуються політичними партіями і двоє — місцеві цивільні службовці. Мандат працівників Провінційних і Окружних виборчих рад триває 2 роки. ВВС формуються для кожних виборів і складаються з семи членів, причому п'ять з них призначаються політичними партіями, а один від відповідної місцевої ради. Політичні партії можуть направляти своїх представників у Верховну раду з виборів, які можуть брати участь у всій діяльності ради, але не мають права голосу.
Всі громадяни, які досягли вісімнадцяти років, мають право голосу. Але існують обмеження для військовослужбовців, осіб, які навчаються у військових навчальних закладах, і ув'язнених. Поправки, прийняті у 2012 році, вперше будуть сприяти голосування за кордоном. У виборчі списки будуть внесені громадяни, зареєстровані у посольствах і консульствах країни перебування. В цілому, очікується, що близько ста виборчих дільниць будуть створені в більш ніж 50 країнах світу. Голосування на них пройде з 31 липня до 3 серпня.
Кандидат, який бажає брати участь у виборах, повинен бути не молодше сорока років і мати вищу освіту, а також відповідати критеріям для участі у виборах депутатів парламенту. Кандидатам необхідно заручитися підтримкою щонайменше двадцяти депутатів парламенту, причому кожен депутат може підтримати тільки одного кандидата. Політичні партії, що набрали більше 10% голосів на попередніх парламентських виборах, можуть висунути свого кандидата. Закон зобов'язує кандидатів у президенти подати у відставку з деяких державних посад, але перелік посад, які необхідно залишити для участі в президентських виборах, не включає в себе прем'єр-міністра.

## Висунення кандидатів
4 жовтня 2013 прем'єр-міністр Реджеп Тайіп Ердоган в інтерв'ю каналу ATV заявив, що не виключає можливості взяти участь у виборах президента. Відповідаючи на питання про те, чи буде він балотуватися на президентських виборах, він заявив, що поки не ухвалив рішення з цього питання, сказавши, що «в даний момент нічого не визначено. Я прийму рішення після проведення консультацій з моїми друзями в партії. Я виконаю будь-яку роль, яку моя партія призначає для мене».
Віце-прем'єр-міністр Туреччини Бекір Боздаг сказав, що президентські вибори призначені на серпня 2014 року, зазначивши, що в 2014 році також пройдуть вибори в місцеві органи самоврядування, а в 2015 ріку — загальні парламентські вибори. Прес-секретар президента Туреччини Абдулли Гюля повідомив, що Гюль може висунути свою кандидатуру. Раніше, парламент вніс поправки в конституції, продовживши президентський термін з п'яти до семи років і надавши право балотуватися на другий термін. Однак, у правлячої Партії справедливості і розвитку дали зрозуміти, що кандидатом від ПСР на пост президента стане прем'єр-міністр Ердоган. Експерти схиляються до того, що президент сяде в крісло прем'єра, а прем'єр-міністр стане президентом.
Пізніше, Ердоган назвав день голосування — 10 серпня, зазначивши, що, можливо, буде балотуватися в президенти, але тільки після подальшого внесення поправок до Конституції з метою надати формальної посади президента більш виконавчий характер. Пізніше був фактично завершено процес підготовки нової конституції. Референдум щодо її прийняття намічений на 2014 рік, після чого Туреччина парламентської республіки перетвориться в президентську, що відповідатиме інтересам Ердогана, особисто курирує обговорення проекту. Обговорення велося спеціальною комісією, куди увійшли 12 депутатів — по три від кожної парламентської фракції. Влада наполягає на тому, що референдум щодо прийняття нового основного закону має відбутися до цих виборів, і через це членам комісії не вдалося узгодити найбільш спірні статті.
15 квітня 2014 ріка Центральна виборча комісія Туреччини опублікувала офіційне рішення про призначення проведення виборів 12-го президента Турецької Республіки, на 10 серпня. Другий тур при необхідності відбудеться 24 серпня. 28 серпня закінчується термін повноважень чинного президента Абдулли Гюля, обраного парламентом у 2007 ріку. Термін повноважень нового президента складе п'ять років. Відповідні поправки до конституції були прийняті 22 жовтня 2007 року на референдумі — за введення прямого голосування і зменшення терміну президентства висловилося 69% населення.
18 квітня президент Туреччини Абдулла Гюль заявив, що не планує залишатися в політиці після виборів:
|  | В поточних умовах у мене таких намірів немає. Сьогодні я, будучи президентом, обмежений в тому, щоб вільно висловлюватися за деякими темами. |

Таку заяву розцінюється як знак того, що він не буде повторно балотуватися в президенти і не буде виставляти свою кандидатуру на пост прем'єр-міністра. Нинішній прем'єр-міністр Тайіп Ердоган займає цей пост максимальні три терміни, тому в 2015 році його повинен буде зайняти інша людина. Як зазначають місцеві експерти, у Ердогана є шанси стати новим президентом Туреччини, набравши 51% голосів.
25 червня віце-прем'єр-міністр Туреччини Бюлент Аринч сказав, що «всі ми прекрасно розуміємо, хто стане нашим кандидатом у президенти. Незважаючи ні на які перешкоди, 1 липня, найімовірніше, буде оголошено про висування премьер-министра».
29 червня президент Туреччини Абдулла Гюль повідомив, що «28 серпня закінчується термін моїх повноважень. Я не буду висувати свою кандидатуру. Ми це питання обговорили з прем'єр-міністром Тайіпом Ердоганом ще до муніципальних виборів 30 березня». На питання про можливість висунення на посаду прем'єр-міністра, Гюль відповів, що не готовий в даний час обговорювати это. Між тим, у правлячої Партії справедливості та розвитку офіційно не оголосили ім'я свого кандидата, але раніше Тайіп Ердоган заявив, що 1 липня особисто оприлюднить рішення партії.
У той же час, опозиційні Республіканська народна партія і Партія національної дії домовилися про єдиний кандидата, яким став колишній генеральний секретар Організації ісламського співробітництва Екмеледдін Іхсаноглу, підтриманий Партією Великого об'єднання, Демократичною партією, Партією вірного шляху,  Демократичною лівою партією, Партією щастя. Однак, кандидатура Іхсаноглу викликала розкол в рядах світської опозиції, так як багатьом не сподобалося, що їх інтереси буде представляти консерватор і випускник релігійного Університету аль-Азхар. У підсумку, на зустрічі в Анкарі коаліційну декларацію про офіційну підтримку Іхсаноглу підписали тільки представники Республіканської народної партії, Партії національної дії, Демократичної партії, Демократичної лівої партії і Незалежної партії.
Кандидатом від прокурдської Партії миру і демократії став її співголова Селяхаттин Демірташ. Обидва кандидати ще офіційно не зареєстровані.
1 липня заступник голови Партії справедливості і розвитку Мехмет Алі Шахін під час виступу в конгрес-центрі в Анкарі оголосив про офіційне висунення в кандидати в президенти прем'єр-міністра і голови партії Тайіпа Ердогана. В його підтримку повинні були висловитися як мінімум 20 депутатів партії, але Ердоган отримав підтримку всіх членів парламенту від ПСР. Пізніше Ердоган проведе зустріч зі спікером парламенту Джемилем Чичеком, якому передасть офіційну заяву про реєстрацію на виборах. Опозиція вважає, що Ердоган у разі перемоги зможе керувати слухняним прем'єр-міністром, на посаду якого готують Екмеледдіна Іхсаноглу. Після цього виступаючи в Торгово-промисловій палаті в Анкарі Ердоган заявив, що:
|  | Якщо народ Туреччини вибере мене президентом, я продовжу боротьбу з «паралельним державою». З цим брудним освітою ми покінчимо швидко і в правовому полі, поблажливості не буде. Також я не дозволю застопоритися процесу врегулювання курдського питання. Я буду президентом всієї Туреччини, кожного громадянина, неважливо, віддасть він мені свій голос чи ні. Десятого серпня не тільки буде обраний президент. В цей день почнеться новий період в історії Турции. |

За останніми опитуваннями Ердоган може виграти в першому турі з 56% голосів.
Заявки від кандидатів у президенти ЦВК приймав до 18.00 за московським часом 3 липня. 5 липня Ердоган почав свою виборчу кампанію виступом перед тисячами прихильників в чорноморському порту Самсун. Водночас, віце-прем'єр Туреччини Амруллах Ишлер заявив, що президентом має бути людина з політичним минулим, а сам Ердоган сказав, що «опозиція бажає мати президента, який буде представляти уряд, а не народ», яка на його думку буде стояти «вище» вимог, бажань і вибору людей, і «сьогодні тільки люди прагнуть до перевороту в країні хочуть мати президента, який би не брав активної участі в політиці страны». У відповідь на ці заяви, кандидат у президенти Екмеледдін Іхсаноглу сказав, що Туреччина є парламентською країною, і тому краще, якщо майбутній президент буде без політичного минулого, як це відбувається у всіх країнах з парламентською системою управления.
11 липня Вища виборча комісія офіційно зареєструвала трьох кандидатів на посаду президента, список яких був опублікований в урядовому віснику «Resmi Gazete».
7 серпня Ердоган, виступаючи перед тисячами прихильників, назвав журналістку британського журналу «Economist» і місцевої газети «Taraf» Амберин Заман «безсоромною жінкою» і «бойовиком в образі журналіста» за її коментарі щодо виборців у мусульманських суспільствах. Прес-секретар ОБСЄ Дунья Мьятович у зв'язку з цим заявила, що «стривожена останнім прикладом залякування журналістів у Туреччині».

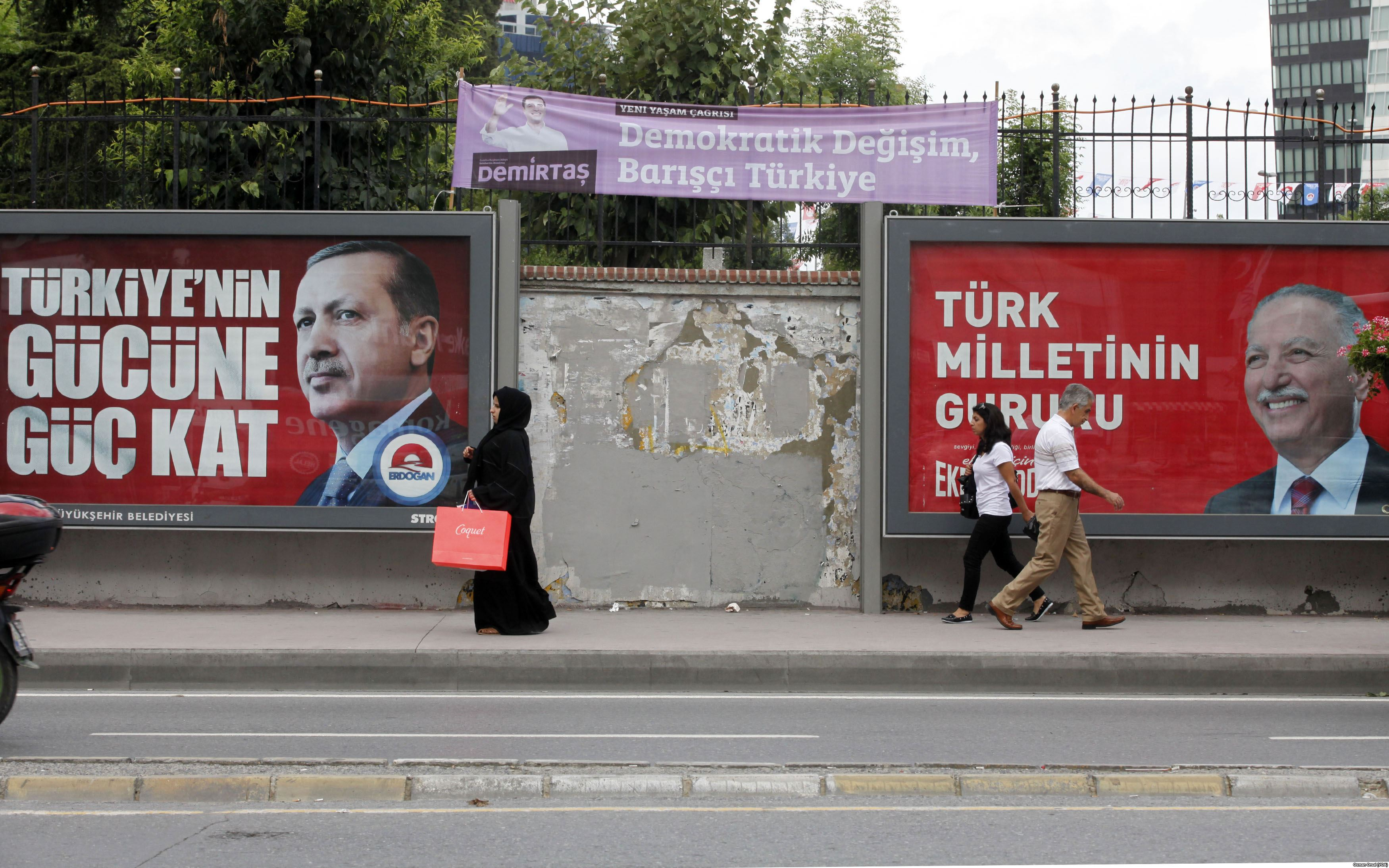
Передвиборна агітація на вулицях Туреччини

Згідно з рішенням Вищої виборчої комісії, до 24:00 8 серпня (01:00 мск 9 серпня) у Туреччині набув чинності заборона на будь-яку передвиборну агітацію. Однак, 9 серпня на останньому перед виборами мітингу в місті Конья, Ердоган, який спирається на антизахідну риторику і розраховує перемогти в першому турі, пообіцяв підняти рівень турецької демократії, сприяти зміцненню економіки, зробити країну світовим лідером і глобальною державою, так як для цієї нації не існує недосяжних цілей і надто зухвалих мрій". У той же час, Демірташ в Ізмірі закликав до миру: «Ми не можемо створити союз, звинувачуючи один одного. Нехай всі кольори засяють завтра на виборчих дільницях, представляючи наші пригноблені долі й особистості». Іхсаноглу провів свій мітинг в Балыкесире.

## Голосування

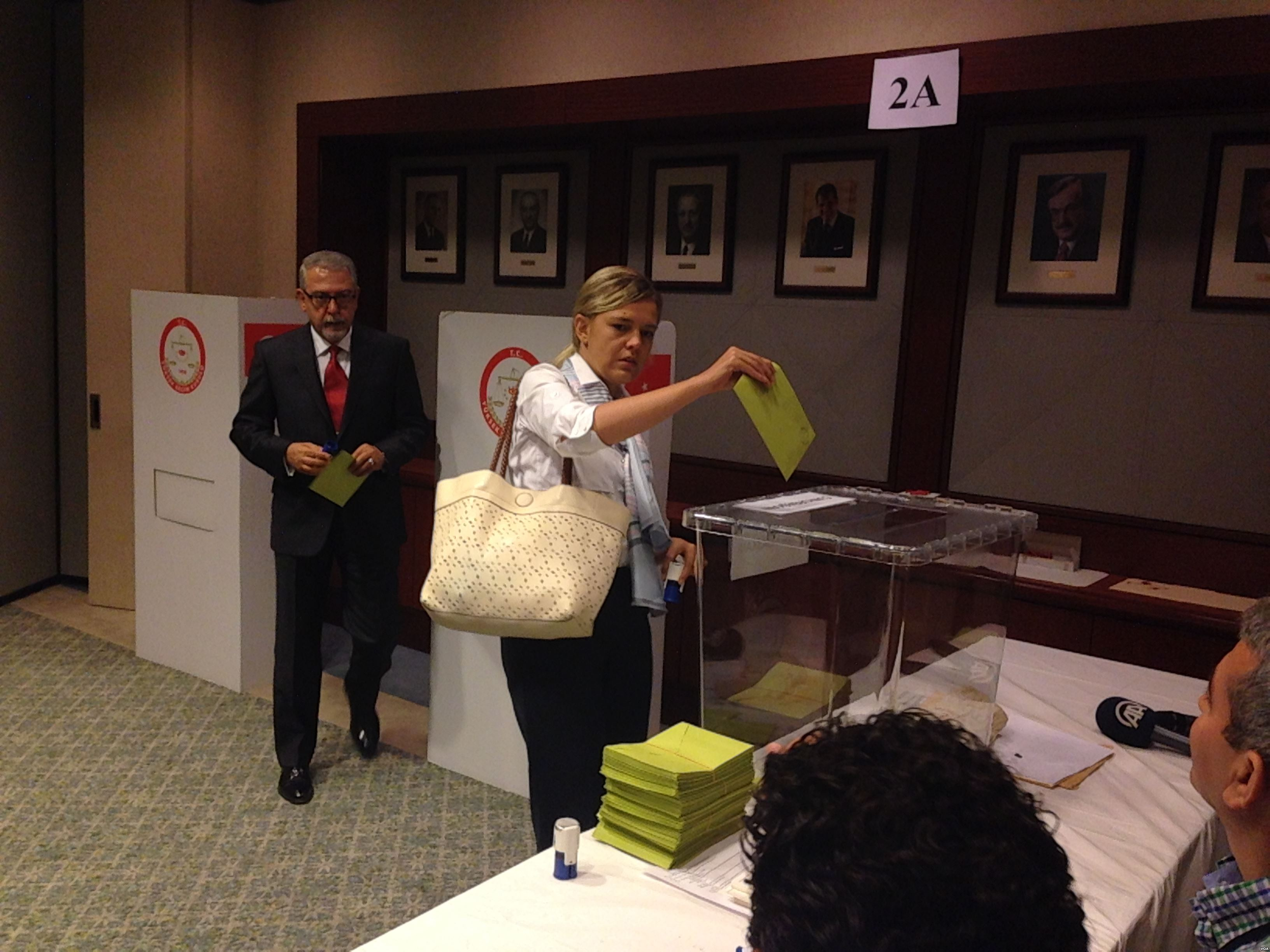
Голосування в Вашингтоні, США, 31 серпня 2014 рік

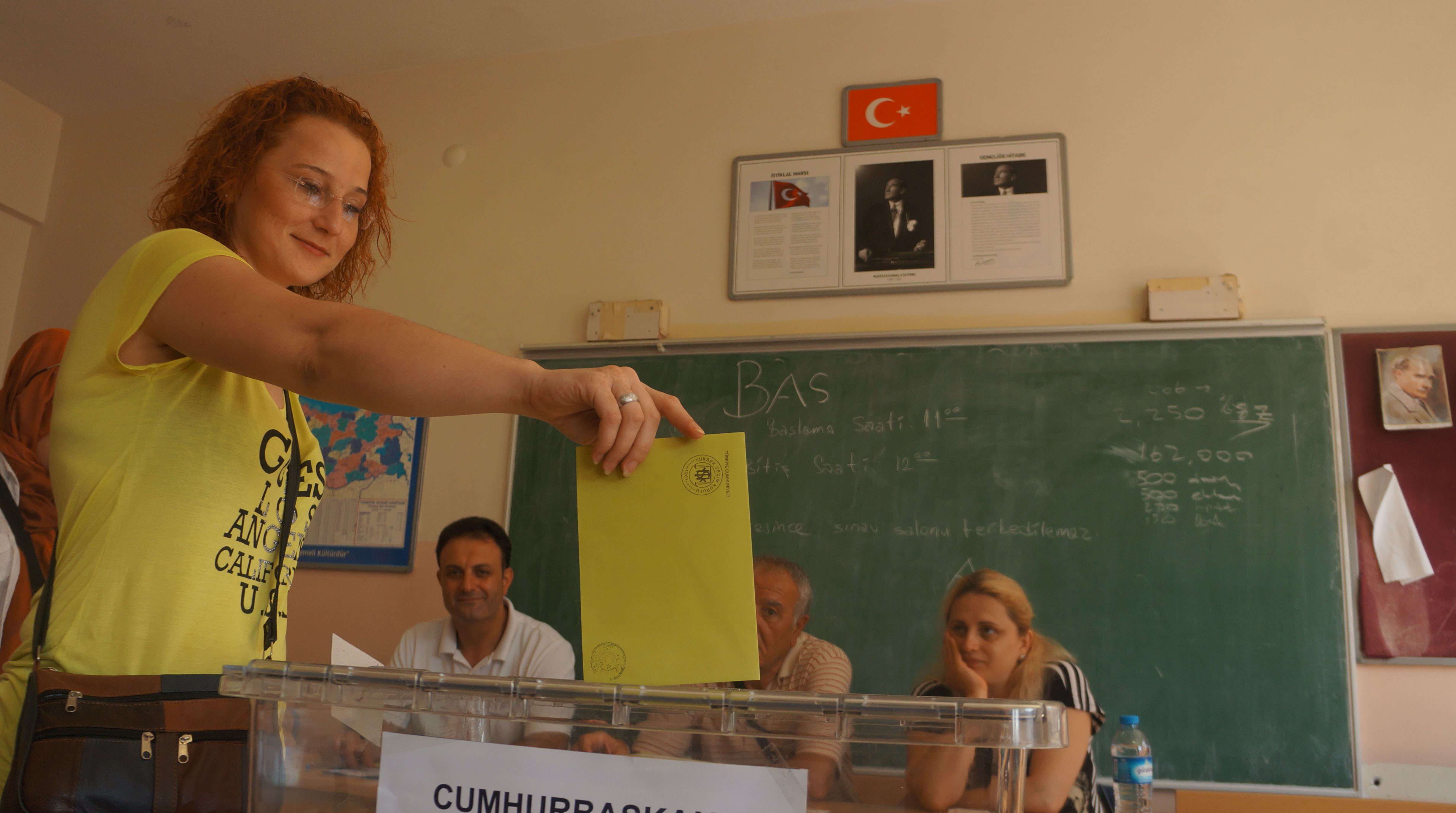
Голосування в Стамбулі, 10 серпня

Виборчі дільниці в Туреччині відкрилися о 8 годині ранку. В цілому по країні працюють 165 тисяч виборчих дільниць. Право голосу в країні мають 52,9 мільйона чоловік. На виборчій дільниці в Анкарі голова парламенту Туреччини Джеміль Чічек сказав, що «хто б не був обраний, пропоную всім нам прийняти обраного президента і завтра сказати йому „пан президент“, не починаючи ніяких спорів і заперечень. На жаль, є у нас така звичка — після виборів починати дискусії. Давайте будемо поважати демократичні цінності».
Проживають за кордоном 2,7 млн громадян Туреччини голосували з 31 липня 4 серпня у 53 країнах. Однак явка склала лише 10%.
Екмеледдін Іхсаноглу проголовал першим з кандидатів на виборчій дільниці в Стамбулі, зазначивши що «передвиборна кампанія пройшла в нерівних умовах, але я впевнений в розум народу. Головне, щоб вибори пройшли чесно. Я вже чув від соратників, що на деяких дільницях були зафіксовані деякі порушення — наприклад, виборці фотографували бюлетені. Ми обов'язково будемо розбиратися з кожним випадком». Селяхаттин Демірташ віддав голос в Діярбакирі, висловивши впевненість, що «яким би не був вибір народу, упевнений, що боротьба за свободу і демократію не закінчиться. Все тільки починається». Реджеп Тайіп Ердоган проголосував у Стамбулі і сказав, що «вперше наш народ обирає президента — це дуже важливий крок. Впевнений, що турецький народ ухвалив правильне рішення, і з цим рішенням ми будемо рухатися в майбутнє. Сподіваюся, що явка сьогодні буде висока».
Голосування тривало до 17 години вечора (18.00 за київським), після чого Центральна виборча комісія розпочала підрахунок голосів. Однак через затори на дорогах багато виборців, які поверталися з відпочинку, не встигли проголосувати.

## Підсумок
Для перемоги один з кандидатів повинен був набрати абсолютну більшість голосів, тобто 50% плюс один голос. За підсумками підрахунку 43% бюллютеней за Ердогана проголосували 56%, Іхсаноглу — 35%. Підрахунок голосів продовжився. За деякими даними, в 19:50 по Москві після підрахунку 60% бюлетенів Він набрав 54,1% (13,1 млн.), Іхсаноглу — 37% (8,9%), Демірташ — 8,9% (2,1 млн). Пізніше міністр юстиції Туреччини на своїй офіційній сторінці в Твіттере повідомив, що Ердоган переміг на виборах. Після цього голова виборчої комісії Сади Гювен повідомив, що за підсумками підрахунку 98% бюллютеней Реджеп Тайіп Ердоган переміг у першому турі, набравши 52% голосів виборців (20,7 млн), Іхсаноглу — 38,5% (15,4 млн), Демірташ — 9,8% (3,9 млн). Явка на виборах склала 73,1%. Остаточні підсумки голосування будуть оприлюднені ввечері 11 серпня. Гювен додав, що «вирішено не друкувати бюлетені для другого туру, який мав відбутися 24 серпня». Офіційний представник Партії справедливості і розвитку Хюсейин Челік сказав, що «така перемога не буває випадковою. Наш народ дав дозвіл на президентство. Зараз рівень його підтримки перевищує 52%, але остаточні дані Ердоган особисто оголосить пізніше в Анкарі». Сам Ердоган перед вильотом зі Стамбула в Анкару заявив, що «нація ухвалила рішення і висловила свою волю на голосуванні». Іхсаноглу, виступаючи в Стамбулі перед прихильниками сказав, що «ще місяць тому мало хто мене знав, а сьогодні майже 40% виборців віддали мені свій голос. Ця цифра дуже важлива і показова. Я вітаю Тайіпа Ердогана з перемогою і бажаю йому успіхів на цьому шляху».